# Mariusz Siudek

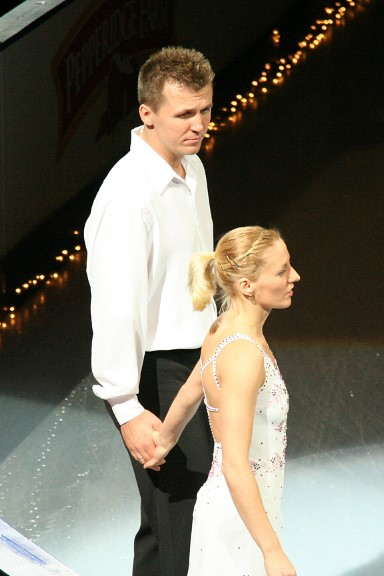
Mariusz Siudek met zijn (schaats)partner Dorota Zagorska

Mariusz Siudek (Auschwitz, 29 april 1972) is een in Poolse kunstschaatser.
Siudek is actief in het paarrijden en zijn vaste sportpartner is Dorota Zagórska en zij worden gecoacht door Richard Gauthier en Manon Peron. In het verleden schaatste hij onder anderen met Beata Szymlowska, Beata Zielinska en Marta Gluchowska.
Zagorska en Siudek schaatsen samen sinds 1995. In 2000 zijn ze met elkaar getrouwd.
| records             | punten | datum      | toernooi        |
| ------------------- | ------ | ---------- | --------------- |
| Hoogste totaalscore | 177.24 | 05-11-2004 | NHK Trophy 2004 |
| Hoogste korte kür   | 61.84  | 04-11-2004 | NHK Trophy 2004 |
| Hoogste lange kür   | 115.40 | 05-11-2004 | NHK Trophy 2004 |

## Belangrijke resultaten
(1992-1993 met Beata Zielinska, 1994 met Marta Gluchowska, 1995-2007 met Dorota Zagorska)
| Kampioenschap           | 1992 | 1993 | 1994 | 1995 | 1996 | 1997 | 1998 | 1999   | 2000   | 2001 | 2002 | 2003 | 2004  | 2005 | 2006 | 2007  |
| ----------------------- | ---- | ---- | ---- | ---- | ---- | ---- | ---- | ------ | ------ | ---- | ---- | ---- | ----- | ---- | ---- | ----- |
| Olympische Spelen       |      |      |      |      |      |      | 10e  |        |        |      | 7e   |      |       |      | 9e   |       |
| Wereldkampioenschap     |      | 17e  | 22e  | 16e  | 13e  | 8e   | 5e   | Brons  | 5e     | 6e   | 6e   | 7e   | 6e    | 7e   | 9e   | tzt   |
| Europees Kampioenschap  | 10e  | 9e   | 12e  | 9e   | 6e   | 7e   | 4e   | Zilver | Zilver | tzt  | 4e   | 4e   | Brons |      | 5e   | Brons |
| Nationaal Kampioenschap |      |      |      | Goud | Goud | Goud | Goud | Goud   | Goud   |      | Goud | Goud | Goud  |      |      |       |